# جورج ديكي (لاعب كرة قاعدة)
جورج ديكي (بالإنجليزية: George Dickey) هو لاعب كرة قاعدة أمريكي، ولد في 10 يوليو 1915 في كينسيت في الولايات المتحدة، وتوفي في 16 يونيو 1976 في دي ويت في الولايات المتحدة.

## وصلات خارجية
- جورج ديكي على موقعبيزبول رفرنس.كوم (الدوري الرئيسي) (الإنجليزية)
- جورج ديكي على موقعبيزبول رفرنس.كوم (الدوري الثانوي) (الإنجليزية)
- جورج ديكي على موقع جمعية أبحاث البيسبول الأمريكية (الإنجليزية)